# درفنيتسا
درفنيتسا (المدينة الطلابية) تقع جنوب مدينة صوفيا (Sofia) عاصمة بلغاريا وأكبر مدينة فيها.
تم تخصيص هذا الحي منذ العهد الاشتراكي ليقيم فيه الطلبة الجامعيين من كافة التخصصات العلمية والإنسانية، القادمين والمبعوثين من كافة انحاء العالم إضافة إلى الطلبة البلغار، من المدن والقرى البلغارية المختلفة، ليكون مكانا هادئا وآمنا لهم. ويتطور هذا الحي باستمرار حتى بلغ عدد مبانيها السكنية أكثر من 70 عمارة سكنية مختلفة التصميم، ويتناوب على حراسة كل مبنى فيها موظف يؤدي مهام الحماية وتسجيل الزوار، ومنعهم من الدخول بعد الساعة التاسعة مساء، في حين يغلق المبنى عند منتصف الليل، وهكذا يشعر الطلبة بالأمان والهدوء وعدم الإزعاج وهم في غرفهم، تتكون كل شقة من سريرين وحمام وممر، وفي كل طابق يتوفر مكان هادئ مخصص للدراسة، وغرفة أخرى لمشاهدة التلفاز، بالإضافة إلى مطبخ عام يحتوي على احتياجات الطبخ والجلوس، لتهئ الظروف المناسبة للدراسة والنوم في الغرف بالشكل المطلوب.
وفي هذه المدينة تتوفر كل المرافق الصحية المختلفة ووسائل التعليم بالإضافة لوسائل الراحة والاستجمام، حيث يوجد بها عيادة طبية ضخمة تتابع كافة الحالات الصحية، بالإضافة إلى صيدلية، ناهيك عن المسارح واماكن التسوق واماكن.
وفي العادة ينظم الطلبة الأجانب فيها احتفالاتهم ومناسباتهم الوطنية، بمشاركة كافة الجاليات، ليتعرفوا على مختلف الثقافات، أي انها تقرب المسافات الثقافية والحضارية بين الشعوب.
ونظرا لبعدها عن مركز المدينة، تم تخصيص وسائل مواصلات مختلفة ومتنوعة للمدينة، وذلك لتسهل وصول الطلبة إلى معاهدهم وجامعاتهم بالإضافة لتربطهم بأحياء عدة ومنها مركز لمدينة. على سبيل المثال تم تسيير مسارين مختلفين لها، كما تتوفر وسيلة الترام (ترامفاي بالبلغارية) واستحدث وسيلة أخرى لحافلات صغيرة تسمى (مشروتنو تاكسي)، بالإضافة إلى التكسيات.
تقع (الدرفنيتسا)على مقربة من سفوح جبل فيتوشا (Vitosha)، في حي بويانا (Boyana)، يقوم المتحف التاريخي الوطني، الذي يحتفظ بآثار تعود إلى كل الحقب التاريخية بدءاً من عصور ما قبل التاريخ وانتهاءً بأيامنا هذه. هذا المتحف يحوي أكبر رصيد من المعروضات والذي يتضمن ما يزيد عن 700000 معروضة. وبالقرب من المتحف تقع كنيسة بويانا وهي من الآثار البلغارية المدرجة في قائمة اليونسكو للتراث العالمي.
ويجدر بالإشارة إلى أن مدينة صوفيا تأسست قبل آلاف السنين ولا تزال تتطور في أيامنا بعد أن أصبحت مركز بلغاريا الثقافي والاقتصادي. ويعيش فيها ما ينوف عن 1,25 مليون نسمة.
وقد أطلق على المدينة اسمها الحالي صوفيا في نهاية القرن الرابع عشر، على اسم كنيستها الرئيسية في ذلك الحين بازيليكا "القديسة صوفيا"، والتي كان تعتبر رمزا للمدينة. في عام 1382 وقعت صوفيا في أيدي العثمانيين وبقيت في حدود الامبراطورية التركية حتى تحريرها في 4 كانون الثاني/يناير من عام 1878، وأعلنت في 3 نيسان/أبريل عام 1879 عاصمةً للدولة البلغارية المحررة.